# Strovce
Stroc en albanais et Strovce en serbe latin (en serbe cyrillique : Балинце) est une localité du Kosovo située dans la commune/municipalité de Vushtrri/Vučitrn et dans le district de Mitrovicë/Kosovska Mitrovica. Selon le recensement kosovar de 2011, elle compte 865 habitants, dont 864 Albanais.

## Histoire
Sur le territoire du village se trouve le site de Gradina, dont les vestiges remontent à l'Antiquité et au Moyen Âge ; mentionné par l'Académie serbe des sciences et des arts, il est inscrit sur la liste des monuments culturels du Kosovo.

## Démographie

### Évolution historique de la population dans la localité
| 1948 | 1953 | 1961 | 1971 | 1981  | 1991  | 2011 |
| ---- | ---- | ---- | ---- | ----- | ----- | ---- |
| 535  | 599  | 640  | 804  | 1 014 | 1 121 | 865  |

|  |